# Bussento
Ne doit pas être confondu avec Busento.
Le Bussento est un fleuve d'Italie, dans la Province de Salerne en Campanie.

## Description
Né à 900 m d'altitude sur les pentes du Cervati à Sanza, ses eaux alimentent après 20 km de cours le lac Sabetta formé par un barrage artificiel. Près de Caselle in Pittari, il tombe dans un grand gouffre, passe sous le mont Pannello et ressort, après environ 5 km, à Morigerati. Il se jette après un cours de 37 km de long dans le golfe de Policastro à deux kilomètres à l'ouest du centre de Policastro Bussentino.

## Histoire
À la mort d'Alaric Ier en 411 près de Cosenza, ses soldats auraient creusé sa tombe dans le lit de ce fleuve, donnant naissance au mythe du trésor d'Alaric.

## Galerie

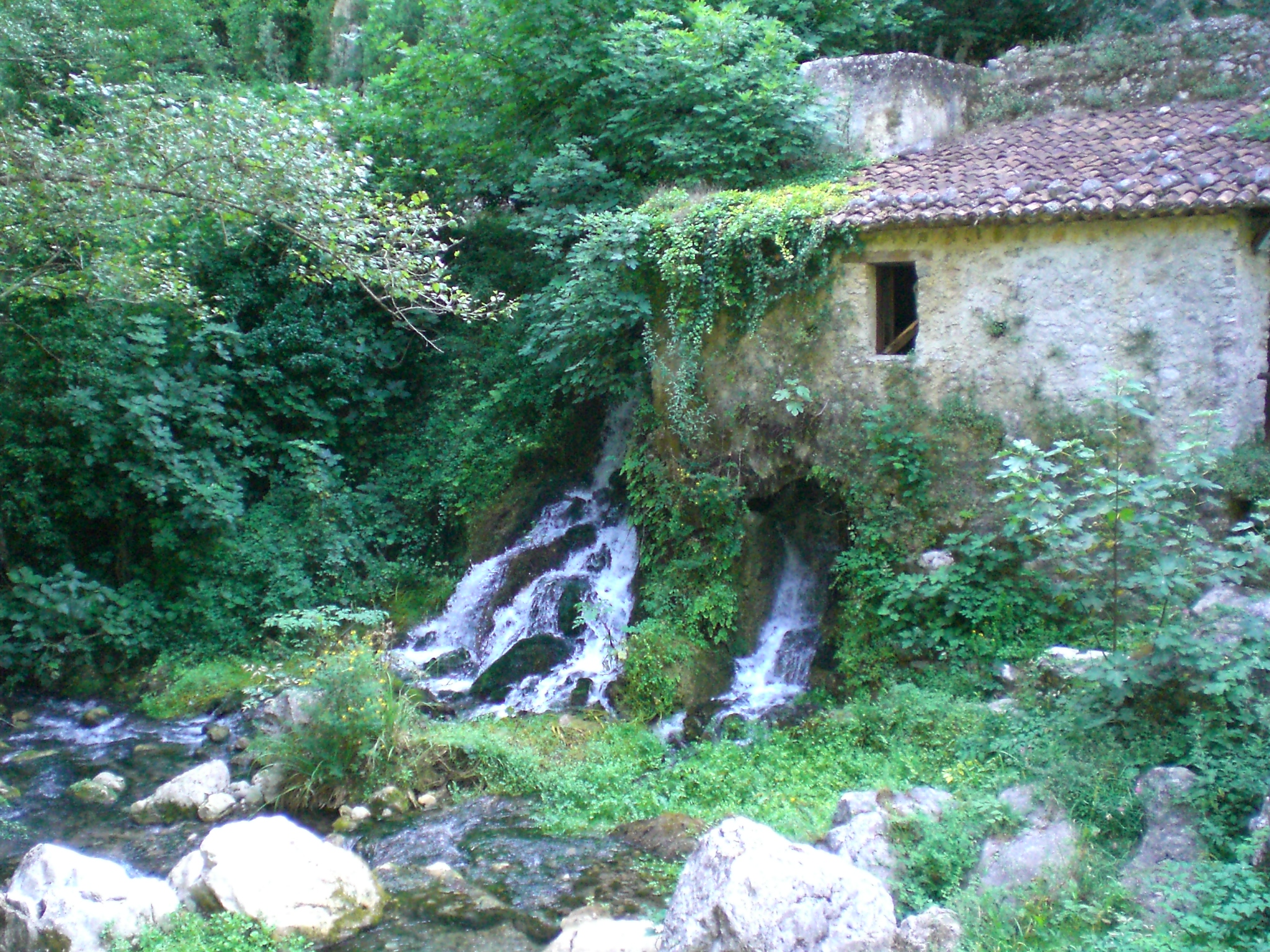
Moulin sur le Bussento.
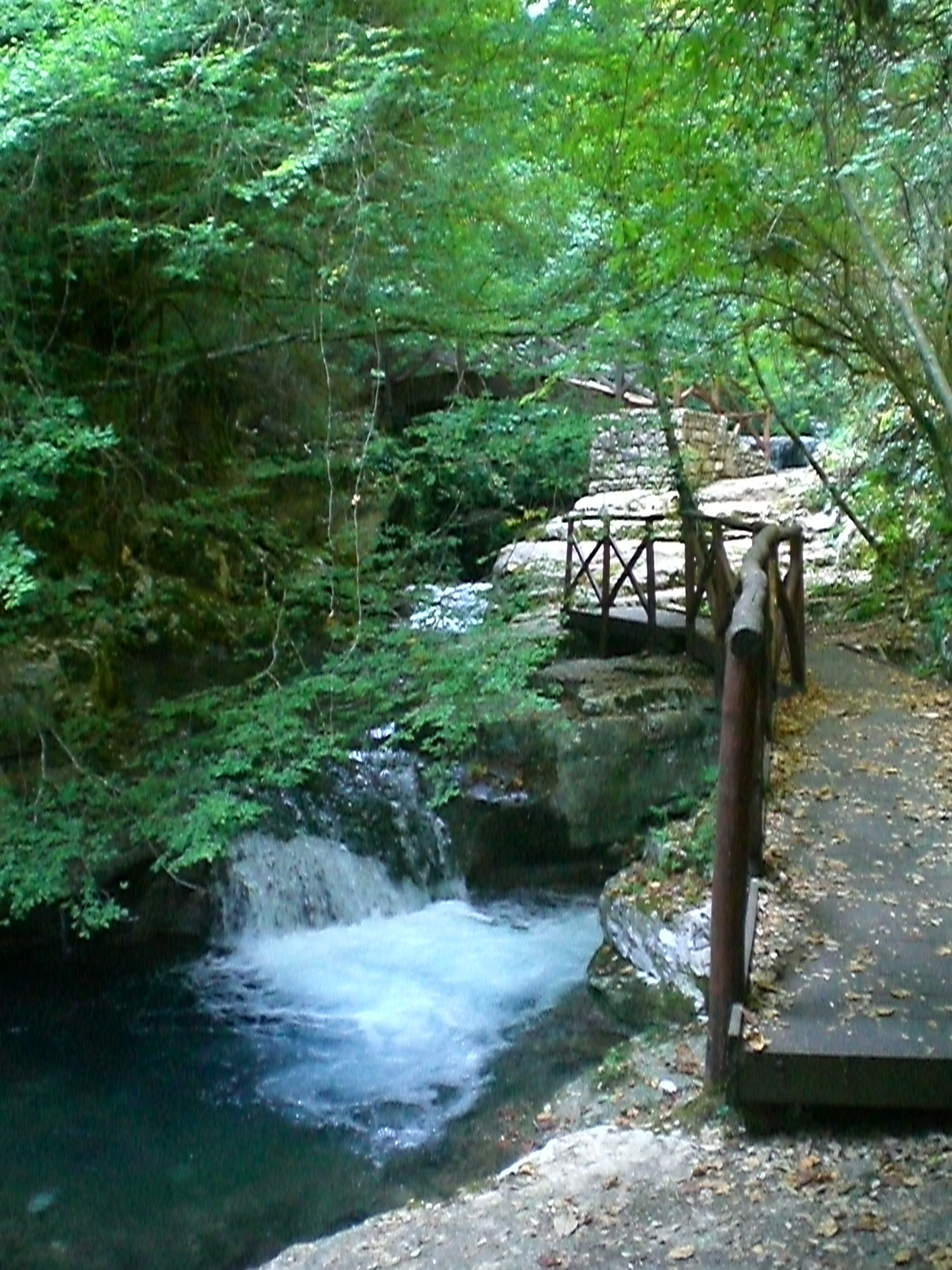
Chute d'eau.